# Ozuluama, Hueyapan de Ocampo
Ozuluama är en ort i Mexiko.   Den ligger i kommunen Hueyapan de Ocampo och delstaten Veracruz, i den sydöstra delen av landet, 500 km öster om huvudstaden Mexico City. Ozuluama ligger 247 meter över havet och antalet invånare är 228.
Terrängen runt Ozuluama är platt åt sydväst, men åt nordost är den kuperad. Runt Ozuluama är det ganska tätbefolkat, med 72 invånare per kvadratkilometer. Närmaste större samhälle är El Aguacate, 7,8 km nordost om Ozuluama. Omgivningarna runt Ozuluama är en mosaik av jordbruksmark och naturlig växtlighet.